# Škabrnjai mészárlás
A škabrnjai mészárlás (horvátul: pokolj u Škabrnji) 62 horvát civilnek és öt hadifogolynak a Krajinai Szerb Autonóm Terület (SAO Krajina) területvédelmi csapatai és a Jugoszláv Néphadsereg (JNA) által történt meggyilkolása volt a Zárától keletre fekvő Škabrnja és Nadin falvakban 1991. november 18–19-én a horvátországi háború idején. A mészárlás nem sokkal azután történt, hogy miután felerősödött a harc a Horvát Nemzeti Gárda (1991 novemberétől Horvát Hadsereg) és a JNA között, megállapodás született Zára JNA helyőrségének kiürítéséről. A legtöbb gyilkosságot az SAO Krajina csapatai követték el, amelyek a JNA elöl haladó páncélos egységeit követték, akik november 18-án hatoltak be Škabrnjába. A támadás kezdeti szakaszában a támadó erők emberi pajzsot csináltak az elfogott civilekből, akik páncélozott járművek előtt voltak kénytelenek haladni. A polgári lakosság nagy része elmenekült a faluból, de mintegy 120-130 lakost elfogott a JNA, és a falu iskolájában és óvodájában tartották őket fogva. Másokat azonban, akik a pincékben kerestek menedéket, otthonukban vagy közvetlenül azokon kívül öltek meg. A mészárlásban elhunytak egy részét a škabrnjai tömegsírban temették el, több tucat holttestet pedig átadtak a horvát hatóságoknak.
A volt Jugoszláviával foglalkozó Nemzetközi Büntetőtörvényszék (ICTY) a háborús bűnök között a Škabrnjában és Nadinban elkövetett gyilkosságokért is elítélte a horvátországi szerb politikai vezetőket és a Krajinai Szerb Köztársaság későbbi elnökeit, Milan Babićot és Milan Martićot. Babićot 2004-ben 13 év, Martićot pedig 2007-ben 35 év börtönbüntetésre ítélték. Az ICTY Slobodan Milošević szerb elnököt is vád alá helyezte a škabrnjai mészárlással kapcsolatban, de soha nem hozott ítéletet, mivel a vádlott még az eljárás során meghalt. 1991 novemberében a horvát hatóságok távollétében 26 személyt ítéltek el Škabrnjában és Nadinban elkövetett háborús bűnök miatt. A legtöbben továbbra is szabadlábon vannak, bár néhányukat újra bíróság elé állították és elítélték a mészárlásban való részvételük miatt, míg mások ugyan visszatértek Horvátországba, és elítélésüket hatályon kívül helyezték.

## Előzmények
1990-ben, a horvát szocialisták választási vereségét követően az etnikai feszültségek tovább fokozódtak. A Jugoszláv Néphadsereg (Jugoslovenska Narodna Armija – JNA) elkobozta Horvátország területvédelmi fegyvereit (Teritorijalna obrana – TO), hogy minimalizálja a lehetséges ellenállást. 1990. augusztus 17-én a fokozódó feszültség a horvátországi szerbek nyílt lázadásává fajult.A lázadás Dalmácia hátországának Knin körüli, túlnyomórészt szerbek lakta területein, valamint a Lika, Kordun, Banovina régiók és Kelet-Horvátország egyes részein zajlott. 1991 januárjában Szerbia Montenegró, valamint a szerbiai Vajdaság és Koszovó tartományok támogatásával kétszer is sikertelenül próbálkozott, hogy megszerezze a jugoszláv elnökség jóváhagyását a JNA bevetéséhez a horvát biztonsági erők leszerelésére.
A szerb felkelők és a horvát különleges rendőrség között márciusban vívott vértelen összecsapás után maga a JNA, Szerbia és szövetségesei támogatásával, kérte a szövetségi elnökséget, hogy adjon neki háborús jogosítványokat és hirdessen ki rendkívüli állapotot. A kérelmet 1991. március 15-én elutasították, és a JNA Slobodan Milošević szerb elnök irányítása alá került 1991 nyarán, amikor a jugoszláv szövetség szétesésnek indult. A hónap végére a konfliktus eszkalálódott, ami a háború első halálos áldozataihoz vezetett. A JNA ezután közbelépett, hogy támogassa a felkelőket, és megakadályozza a horvát rendőrség beavatkozását. Április elején a horvátországi szerb lázadás vezetői bejelentették, hogy az ellenőrzésük alatt álló területeket integrálják Szerbiával. Horvátország kormánya ezt az elszakadás aktusának tekintette. Májusban a horvát kormány válaszul megalakította a Horvát Nemzeti Gárdát (Zbor narodne garde – ZNG),ám fejlődését hátráltatta az Egyesült Nemzetek Szervezetének (ENSZ) szeptemberben bevezetett fegyverembargója, és a Jugoszláv Haditengerészet adriai-tengeri blokádja, melyeket szeptemberben vezettek be.
Zára környékén a horvát erők és az SAO Krajina területvédelmi erői közötti szórványos összetűzések 1990 második felében kezdődtek, és főként a város hátországában lezajlott lövöldözésből álltak. Ezek 1991 júliusára fokozatosan a horvátok lakta falvak elleni aknavetős támadásokká fajultak. Ekkor még a JNA 9. (knini) hadteste nyíltan egyik felet sem támogatta a konfliktusban, és az SAO Krajina TO és a ZNG szétválasztására pufferzónákat alakítottak ki. A horvát hatóságok úgy érzékelték, hogy ez az akció a horvátországi szerb egységeknek Bukovica, Benkovac és Obrovac területén elért területi nyereségét akarta megvédeni. A 9. hadtest csak augusztus 26-án kezdte nyíltan felvenni a harcot a ZNG-vel, miután megerősítették a 4. Proleter gépesített dandár 1. zászlóaljával, amelynek általában Pirot volt az állomáshelye. Szeptember 16–23-án a šibeniki csatában a JNA korlátozott eredményeket ért el, majd a hangsúlyt Zárára helyezte.
A JNA előrenyomulását Zára felé az SAO Krajina TO és a város JNA helyőrsége is támogatta, de utóbbit a a ZNG ostromolta. A fő támadóerőt a hadtestszintű tüzérség által támogatott 180. gépesített dandár és a Jugoszláv Légierő alkotta, míg a horvát védelem a 4. gárdadandárra és a 112. gyalogdandárra, valamint több független ZNG zászlóaljra támaszkodott. A ZNG által birtokolt Škabrnja és Nadin falvak környéke egy Zárától 18 km-re keletre fekvő, a szerbek által birtokolt területbe mélyen beékelődő terület volt, ahol mintegy 2600 főnyi, szinte kizárólag horvát lakosság élt,  emellett a Ražovljeva Glavica és Nadinska Kosa dombokon elhelyezkedő ZNG-állások miatt, amelyek uralták a Ravni kotari és a Benkovac–Zárai repülőtéri utat, stratégiai jelentőségű is volt. A JNA szeptember végén megpróbálta bekeríteni a két falut, de nem járt sikerrel. A Zára körüli támadás október 5–6-án tetőzött, majd október 8-án tűzszünet következett, aminek eredményeként a JNA beleegyezett, hogy kivonja helyőrségét a városból. Október 21-re a kivonás befejeződött.
A tűzszünet ellenére a JNA október 4. és 10. között támadást hajtott végre Škabrnja és Nadin ellen. A Nadin elleni támadást páncélozott járművek és gyalogság vezérletével visszaverték; de Škabrnja a szerb tüzérség és a légierő kazettás bombáinak célpontja volt. A támadás következtében négy horvát gárdista katona meghalt, kéttucatnyi ház és az iskola megrongálódtak. A támadást követően a ZNG zárai területvédelmének vezérkara, hogy javítsa a két falu védelmi képességeit, létrehozta a 750 fős Škabrnja Független Zászlóaljat. A zászlóalj fennhatósági területe a Zárától 32 km-re keletre húzódó ZNG-állásokat ölelte fel. A zászlóalj a Škabrnja körüli frontvonal mentén két, 240 katonából álló századot, Nadinba pedig egy 100 fős századot telepített. Létszámuk ellenére a zászlóalj hatékonysága a fegyverhiány miatt csökkent. Az egység csak csapatai 70 százalékának felfegyverzésére elegendő fegyverrel rendelkezett, és ennek a készletnek a 30 százaléka is csak elavult lőfegyverekből vagy vadászfegyverekből állt. A két falu polgári lakosságát Ugljan és Dugi Otok szigetére menekítették. Az új fegyverszünetet követően november 6-án öt busznyi menekült érkezett vissza a településekre. November elején a Horvát Nemzeti Gárda (ZNG) elnevezését Horvát Hadseregre (Hrvatska vojska – HV) változtatták.

## Harc a falvakért
A JNA november 18-án reggel hétkor ismét megtámadta Nadint, 7:30-kor pedig Škabrnját, aminek következtében a polgári lakosság nagy része elmenekült. A 7:30-kor kezdődött támadást az SAO Krajina rendőri és területvédelmi erői, valamint a szerbiai és bosznia-hercegovinai önkéntesek is támogatták. A művelet főparancsnoka Momčilo Bogunović alezredes, a 180. gépesített dandár parancsnoka volt. A harckocsikkal támogatott támadó erők a Škabrnja–Nadin beszögeléstől északnyugatra, Zemunik Gornji falu közelében, északkeletre Smilčić és Gornje Biljane közelében, valamint délkeletre a Škabrnja és Benkovac közötti út mentén közeledtek. A kezdeti támadásban egy harckocsiszázadba, egy gépesített lővész-századba és két TO gyalogsági századba szervezve összesen 28 db páncélos szállító harcjármű (APC) és harckocsi vett részt.
A haderő egy része Smilčićtől dél felé sikeresen nyomult előre, és 11:30-ra elfoglalta Ambar falut, amely Škabrnja központjában nyugati közelségében található. A HV kénytelen volt visszavonulni a falu közepe felé, de több, a faluban hátramaradt katonát és civilt elfogtak. Azok, akiknek sikerült kivonulniuk Ambarból, arról számoltak be, hogy a JNA civileket ölt meg. Škabrnja tüzérségi bombázása 12:30-kor abbamaradt, de ekkor a Jugoszláv Légierő kazettás bombákkal vette célba, és a 63. ejtőernyős dandár elemeit, amelyek a közeli zárai repülőtéren állomásoztak, a falu szélére szállította. 13:30-kor a HV elhagyta a Ražovljeva Glavicát és visszavonult Škabrnjába. 16:30-ig a támadó erő elfogott civileket és hadifoglyokat emberi pajzsként használva Ambarból Škabrnja központja felé haladt, egészen addig, amíg a HV uralta kiszögelést teljesen el nem vágta Zárától. A JNA arról számolt be, hogy egységeinek négy tagja meghalt, nyolc pedig megsebesült aznap, és reggelig leállította a további előrenyomulást. Ekkor Marko Miljanić, a Škabrnja Független Zászlóalj parancsnoka kiosont a faluból, és Zárába ment erősítést kérni, mivel azonban ezt nem kapta meg, megparancsolta a zászlóaljnak, hogy 6:00 óráig hagyják el a falut.
November 19-én reggel a JNA előrenyomult Škabrnja védtelen keleti része felé, és 14:00-kor nyugat felől elérte Nadint. A horvátok egészen addig kitartottak, amíg a JNA 17:30-kor el nem foglalta a Nadinska Kosát. Az SAO Krajina TO aznap két sebesültjéről számolt be.

## A gyilkosságok
Ahogy a JNA Škabrnján keresztül előrenyomult, a támadó csapatok tanklövedékeket és rakétagránátokat (RPG) lőttek a házakba. A Szűz Mária Mennybemenetele templomra is rálőtt egy tank, és legénysége megpróbált behajtani a templomba, de egy JNA százados megállította őket. A harcok során megközelítőleg 1500 civilnek sikerült gyalogosan elmenekülnie a faluból a közeli Prkosba, ahol buszok vették fel és Zárába vitték őket.
A házak pincéjében menedéket kereső számos civilt megöltek. A gyilkosságok nagyrészt akkor történtek, amikor a reguláris JNA egységekből álló támadó erő élen haladó csapatai előrenyomultak, és az SAO Krajina erői követték őket. Miután a horvátok egy JNA harckocsit kilőttek a JNA és az SAO Krajina TO csapatai megkezdték a házkutatást Škabrnjában. Az embereket vagy pincéjükben lőtték le, vagy kiűzve őket onnan kihallgatták, megverték vagy megölték őket. Az egyik esetben egy elfogott HV katonát megvertek, és levágták a fülét, mielőtt a családja előtt lelőtték volna. A civilek és hadifoglyok nagy többségét lőfegyverrel lőtték le, de egy nőt egy harckocsi zúzott agyon.
A JNA több tisztje és reguláris katonája számos alkalommal beavatkozott, hogy megakadályozza a további gyilkosságokat, és számos civilt megmentettek. A gyilkosságokról a 180. gépesített dandár biztonsági szolgálata is jelentéseket kapott és Branislav Ristić őrnagy interjút készített a dandár katonai rendőrségének (MP) két tagjával ezekről a gyilkosságokról. Az interjúalanyok tömeges kivégzésekről, a civilek rövid kihallgatásáról és meggyilkolásáról számoltak be. Leírták, ahogy látták amint a TO csapatai egy apát és lányát kirángatták egy házból, a lány szeme láttára a férfit szájon lőtték és őt is megfenyegették. Végül a katonai rendőrök kiszálltak járművükből, és elvitték a lányt, és megfenyegették a katonákat, hogy lelövik őket, ha nem állnak le a gyilkolászással. Egy olyan esetről is beszámoltak, amikor a TO katonája puskatussal fejbe vágott egy idős férfit, majd lábon és fejbe lőtte. Ők ketten idézték fel azt az esetet is, amikor egy gyereket bekényszerítettek egy házba, amelyet több RPG vett célba, majd felgyújtottak. Ristić is kapott bejelentést arról, hogy legalább egy idős férfit RPG segítségével végeztek ki, és a TO egyik tagját látták, amint egy fülekkel teli zsákot mutogat, amely állítólag halott falusi lakosoké volt.

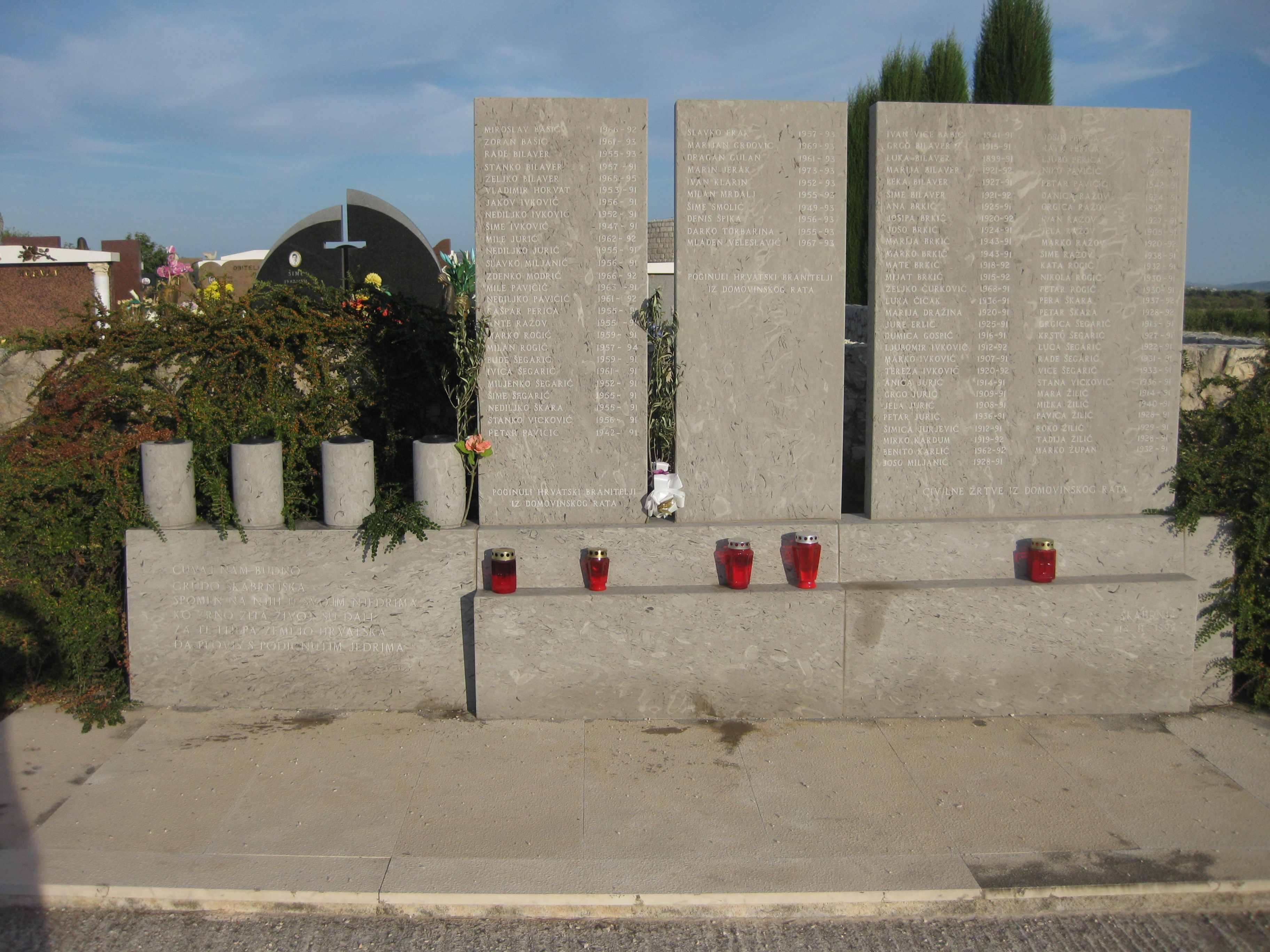
A škabrnjai áldozatok temetőben álló emlékműve

Körülbelül 120-130 civilt gyűjtöttek össze a falu iskolájában és óvodájában, és vittek el Benkovacba. November 20-án Pristeg faluban adták át őket a horvát hatóságoknak, miután Benkovacban való tartózkodásuk során bizonyos fokú bántalmazásnak voltak kitéve. A csoportból november 18-án ét civilt öltek meg. Tizenegy elfogott HV katonát is Benkovacba vittek. Kettőjüket megöltek, de a források nem értenek egyet abban, hogy ez Benkovacban vagy Kninben történt, ahová a többi foglyot átvitték.
Škabrnjában negyvennyolc, Nadinban pedig tizennégy civilt öltek meg, Többségük nő, vagy idős ember volt. A harcok két napja alatt és közvetlenül azt követően mintegy 15 horvát katona vesztette életét, de kezdetben nem volt világos, hogy akció közben haltak-e meg, és közülük hányat végeztek ki hadifogolyként. Egy későbbi vizsgálat során öt olyan horvát katonát azonosítottak, akik hadifogságba estek, és november 18–19-én végezték ki őket a két faluban. Közvetlenül a gyilkosságokat követően az áldozatok egy részét a falu iskolája melletti tömegsírban temették el. A harcok során és közvetlenül azt követően Škabrnjában 450 ház és három katolikus templom égett le. November 19-20-án éjszaka, miután a JNA elhagyta a falut, és visszavonult a Benkovac laktanyába Nadin összes épületét felgyújtották.

## Következmények
A november 18-iki események arra késztették a 9. hadtest parancsnokát Vladimir Vuković vezérőrnagyot, hogy elismerje, hogy „a harci zónában a hadvezetésben és a parancsnokságban, a harci tevékenységek előkészítésében és végrehajtásában, a harci fegyelem megtartásában és az egységes irányításban számos mulasztás történt..., mely hátrányosan befolyásolta a fegyveres erők tagjainak harci morálját és hírnevét”. Vuković megparancsolta az alárendelt egységek parancsnokainak, hogy tájékoztassák csapataikat arról, hogy a szerb nemzet megőrzéséért és Jugoszláviában való élethez való jogáért, valamint az ostromlott JNA helyőrségek felmentéséért harcolnak. Vuković azt is kijelentette, hogy Jugoszlávia ellenségeit a német és az osztrák neonácizmus támogatja, és a háború céljai nem kérdőjelezhetők meg. Végül utasította beosztottjait, hogy állítsák újra hadrendbe a régebbi fegyvereket, mint például a második világháborús T-34-eseket, mivel a JNA-ban hiányzik a korszerű lőszer. Ennek ellenére mintegy 200 szerb tartalékos, akik két hónapot töltöttek a területen, miután a JNA-nál teljesítették szolgálatukat, Belgrádban nyilvános tiltakozó megmozdulást tartott. Tiltakoztak a horvátországi szerb erők által elkövetett atrocitások ellen, akik „kifosztották, megerőszakolták, sőt lemészárolták a lakosságot”, miután a JNA elfoglalta a horvát falvakat. Megismételték a 180. gépesített dandár századparancsnokának Branislav Ristićnek a november 23-án tett felszólalását, amelyben azt követelte, hogy az SAO Krajina TO többé ne kerüljön bevetésre, mert „csak lejáratja a JNA-t azzal, hogy a JNA harckocsijainak védelme alatt bűncselekményeket követ el”.
1991. november 23-án a JNA 35 áldozat holttestét adta át a zárai önkormányzat polgári védelmi képviselőinek. December 5-ig a JNA átadta a horvát hatóságoknak a Škabrnjában és Nadinban elesett további 13 személy földi maradványát. Az elfogott horvát katonákat fogolycsere keretében 1992. február 28-án és május 30-án adták át. A gyilkosságok ellenére számos civil maradt Škabrnjában. A JNA, az SAO Krajina TO és a szerb félkatonai alakulatok 1992. március 11-ig további tizennyolc személyt gyilkoltak meg. A lakosság vagyonának megsemmisítése 1995-ig, a háború végéig folytatódott. Ekkorra Škabrnja és Nadin összes házát lerombolták. St. A 13. században épült Szent Lukács templom, valamint a Szűz Mária templom súlyosan megrongálódott. A tömegsírt, miután Horvátország a Vihar hadművelet során visszafoglalta a területet 1995-ben tárták fel. A helyszínen huszonhét holttestet találtak.

### A háborús bűnösök perei
A volt Jugoszláviával foglalkozó Nemzetközi Büntetőtörvényszék (ICTY) a Škabrnjában és Nadinban elkövetett háborús bűnökkel kapcsolatban vádat emelt Milan Martić és Milan Babić horvátországi szerb politikai vezetők ellen. 2004-ben Babićot 13 év, Martićot pedig később 35 év börtönre ítélték. Az ICTY Slobodan Milošević szerb elnök, valamint Jovica Stanišić és Franko Simatović, a szerbiai Állambiztonsági Szolgálat vezetői ellen is vádat emelt az 1991. november 18–19-én Škabrnjában és Nadinban történt eseményekkel kapcsolatban. Miloševićet 2001-ben tartóztatták le és szállították át az ICTY-hez, de a tárgyalása soha nem fejeződött be, mivel 2006 márciusában a börtönben meghalt. Stanišićot és Simatovićot 2013 májusában minden vádpont alól felmentették.

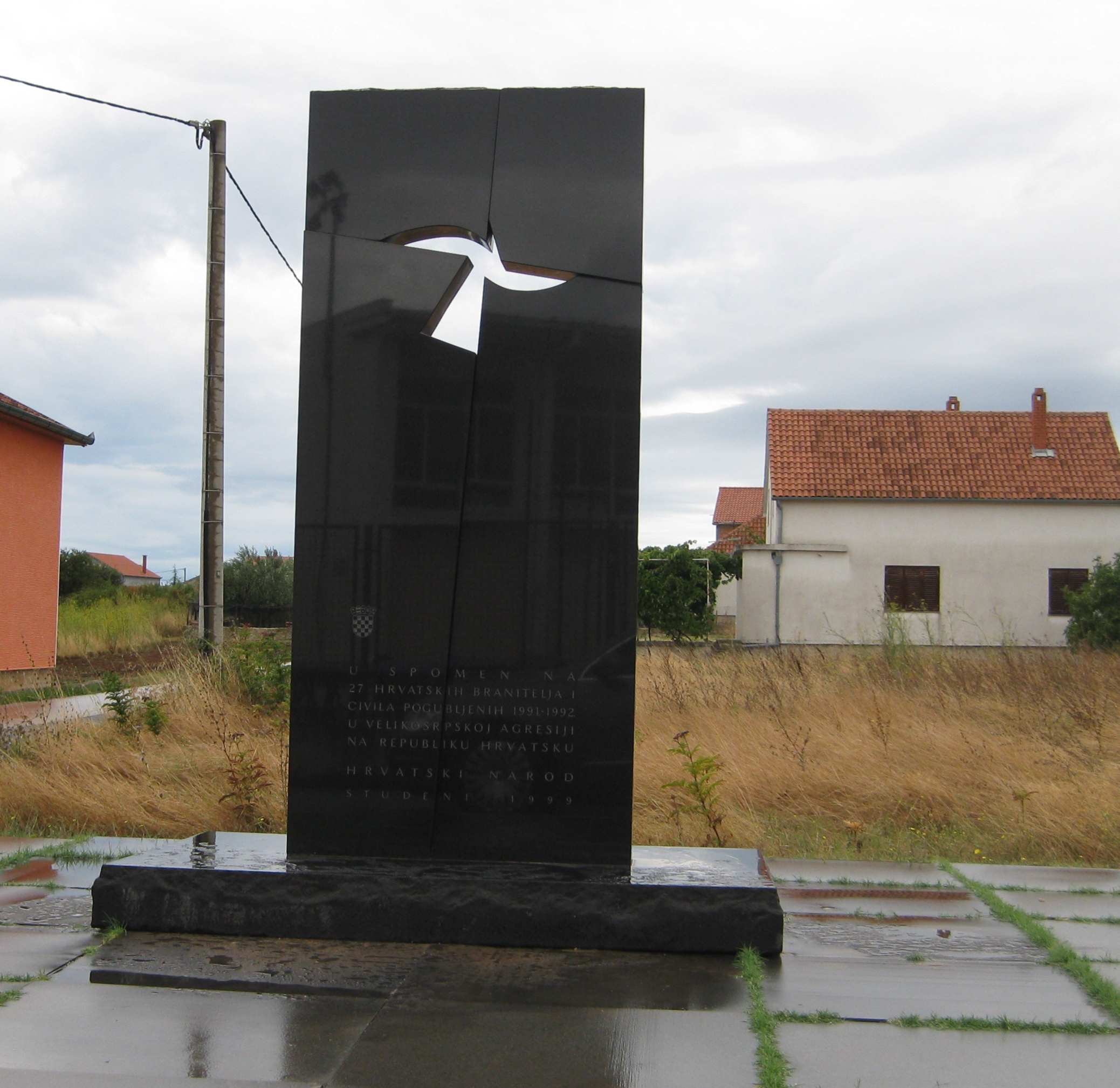
A škabrnjai tömegsír felett álló emlékmű

A horvát hatóságok 27 ember ellen emeltek vádat háborús bűnök miatt a škabrnjai és nadini gyilkosságokkal összefüggésben. 1994-ben Zárában huszonhat személy ügye került bíróság elé: Goran Opačić, Boško Dražić, Zoran Janković, Đuro Kosović, Mirko Drača, Nada Pupovac, Edita Rađen, Zorana Banić, Vojin Lakić, Petar Radmanović, Milenko Bjelojelanović, Isoovi Bpirćanović, ., Renato Petrov, Siniša Medak, Saša Relić, Duško Rnjak, Dušan Rnjak, Mirko Rnjak, Slobodan Rnjak, Stanko Rnjak, Nenad Vrcelja, Desimir Ivaneža, Miroslav Mlinar, Jovan Badžoka és Marinko Pozder. Badžoka kivételével mindannyiuk ügyét távollétükben tárgyalták, és 1995-ben mindegyiküket elítélték. Badžoka tíz évet töltött börtönben. Banićot 2001-ben Svájcban tartóztatták le, és kiadták Horvátországnak. Újból bíróság elé állították, és végül hat év börtönbüntetésre ítélték. 2003-ban a horvát hatóságok a Škabrnjában és Nadinban elkövetett háborús bűnökkel kapcsolatban letartóztatták és bíróság elé állították Milenko Radakot, de végül felmentették. Petrovot 2011-ben tartóztatták le Németországban, és új eljárást indítottak ellene. 2012-ben felmentették a vádak alól.

### Megemlékezések
A mészárlásról évente tartanak emlékezéseket. A Nadinban meggyilkoltaknak magában a faluban állítottak emlékművet, a škabrnjai áldozatok emlékművét pedig a falu temetőjében építették meg. A škabrnjai tömegsír helyét egy további emlékmű jelöli.
2012-ben Ivo Josipović akkori horvát elnök tette le a Ražovljeva Glavicán elkészülő emlékközpont alapkövét. A projektet eredetileg a tervek szerint 2014-ben, 8 millió kuna költséggel tervezték. 2013-ban egy 300 fős horvát veteránból álló csoport egy 80 cm magas, 24x15 méteres kőkeresztet épített a helyszínen. A következő évben a leendő emlékközpont részeként egy T-55-ös harckocsit helyeztek el a Ražovljeva Glavicán.

## Fordítás
Ez a szócikk részben vagy egészben  a(z)   Škabrnja massacre című angol Wikipédia-szócikk ezen változatának fordításán alapul.  Az eredeti cikk szerkesztőit annak laptörténete sorolja fel. Ez a jelzés csupán a megfogalmazás eredetét és a szerzői jogokat jelzi, nem szolgál a cikkben szereplő információk forrásmegjelöléseként.